# Hans Jensen Buxtehude
Hans Jensen Buxtehude, även Johan/Johannes Buxtehude, född 1602 i Bad Oldesloe, död 22 januari 1674 i Lübeck, Tyskland, var en dansk-tysk organist och orgelbyggare i Skåne. Buxtehude var mellan 1633 och 1641 organist i Sankta Maria kyrka, Helsingborg. Han var far till organisten och kompositören Diderik Buxtehude.

## Biografi
Buxtehude föddes 1602 i Bad Oldesloe och var son till Diderich Buxtehude och Catrin Buxtehude. Han var orgelbyggare i Skåne under 1640-talet.
Åren 1630 till 1633 var han organist i Bad Oldesloe. Mellan 1633 och 1641 var han organist i Sankta Maria kyrka, Helsingborg. Åren 1642–1671 var han organist i Helsingörs domkyrka. Han avled 22 januari 1674 i Lübeck, Tyskland.

### Familj
Buxtehude gifte sig med Helle Jespersdatter. De fick tillsammans barnen Karren Buxtehude, Anna Buxtehude, Diderik Buxtehude och Peter Buxtehude.

### Fotnoter
1. ↑  Fabian Dahlström, Stadtmusikanten, Organisten und Kantoren im Ostseeraum bis ca. 1850, 2013, s. 144.[källa från Wikidata]
2. ↑  Abrahamsson Hülpers, Abraham (1773). Historisk Afhandling om Musik och Instrumenter särdeles om Orgwerks Inrättningen i Allmänhet jemte Kort Beskrifning öfwer Orgwerken i Swerige. Västerås: Johan Laurentius Horrn. sid. 180. Libris 2413220
3. ↑  ”Johannes Buxtehude”. geni_family_tree. https://www.geni.com/people/Johannes-Buxtehude/6000000079045946381. Läst 10 november 2019.